# El Popular (Málaga)
El Popular fue un periódico español editado en la ciudad de Málaga entre 1903 y 1937.

## Historia
Fundado como diario republicano por Pedro Gómez Chaix —presidente del Círculo Republicano Progresista de Málaga—, el primer número del diario salió a la calle el 1 de julio de 1903. Miguel del Pino Sardi también tuvo un importante papel en su fundación, pasando a ser el primer director del diario. El periódico se convirtió en un importante órgano de Unión Republicana y jugó un importante papel en la reorganización del partido en Málaga. Durante el primer tercio del siglo XX fue uno de uno de los diarios más importantes de Málaga, junto a otros como La Unión Mercantil y  El Cronista.
No obstante, pasados unos años el diario sufrió diversas vicisitudes y dejaría de editarse en marzo de 1921. 
Gómez Cháix volvería a refundar El Popular en 1931, tras la proclamación de la Segunda República. En esta ocasión se configuró como órgano afín al Partido Republicano Radical (PRR). Bajo la dirección de Jesús Cintora, el diario pronto se convirtió en una de las publicaciones más rentables y populares, superando a diarios rivales como El Cronista y Diario de Málaga. Posteriormente El Popular se situó afín al partido Unión Republicana, de Diego Martínez Barrio. Durante las elecciones de 1936 el diario apoyó a la candidatura del Frente Popular. Tras el estallido de la Guerra civil el diario siguió editándose, a diferencia de otros diarios que fueron incautados y/o desaparecieron. Dejó de circular con la entrada de las tropas franquistas en Málaga, el 8 de febrero de 1937. Los talleres e instalaciones de El Popular fueron incautados por Falange.